# 川越八幡宮
川越八幡宮（かわごえはちまんぐう）は、埼玉県川越市南通町の市街地に鎮座する八幡宮である。

## 祭神
- 誉田別命（ほんだわけのみこと）
- 倉稲魂神 (物部神社)

## 歴史
- 1030年（長元3年）、甲斐守源頼信により創建される。源頼信が平忠常の乱平定の祈願をここで行い、戦勝に感謝し創祀したものである。
- 1457年（長禄元年）川越城が築城した際に、太田道灌は当神社の分霊を城内の守護神として奉じる。
- 明治維新の際、別当である万蔵寺を廃止。
- 1933年（昭和8年）、氏子により後の神木である夫婦銀杏の苗が植えられる。
- 1975年（昭和50年）、老朽化により、本殿、拝殿を改修。
- 2008年（平成20年）6月、子供相撲復活。

## 祭事・年中行事
- 1月　新春特別祈祷
- 1月第2日曜日　成人式
- 5月4日・5日　春祈年祭
- 6月　こども相撲大会
- 6月30日～7月6日　茅の輪くぐり（夏越大祓）
- 9月　鎮守の森コンサート
- 10月14日・15日　例大祭（ 川越氷川祭）　1997年（平成9年）より10月第3日曜日とその前日の土曜日に変更となった。
- 9月～11月　七五三
- 12月31日　大祓

## 境内
明仁上皇御生誕を記念して昭和8年（1933年）に境内に植樹された夫婦銀杏の神木があり、良縁、夫婦円満に御利益があると言われている。

## 境内社
- 民部稲荷神社（相撲稲荷）
  - 足腰を強くするという御利益で、箱根駅伝出場選手などに人気である。

## 末社
- 民部稲荷神社
  - 川越市新富町2-6-1　丸広百貨店川越店本館屋上に鎮座。
  - 境内社の民部稲荷神社は元々は梵心町（現在の新富町2丁目）の梵心山にあったが、荒廃したため川越八幡宮境内に遷された。一方その後いつしか梵心山にも民部稲荷神社が再建され、1964年（昭和39年）9月、丸広百貨店川越店移転開業の際店舗（現在の本館）の屋上に遷座、現在に至っている[1][2]。

## 川越三峯神社
川越八幡宮の境内には1868年（明治元年）に秩父市にある三峯神社の遥拝所として川越三峯神社が祀られた。2021年、川越八幡宮創建一千年祭の記念事業の一環として遥拝所や社号票を一新して改めて遷座祭が執り行われた。

## 伝説
侍に化けて、八王子に住みついていた老狐の伝説。この老狐は民部と名乗り、話し相手欲しさに寺の小僧と仲良くなっていた。しかしそのことが和尚に知れ、不審に思った和尚が寺に招いて宴を催した。民部狐は家来を連れて宴に臨んだが、和尚と意気投合し、家来と小僧とで相撲を取らせて楽しんだ。翌朝、寺の境内に狐の毛が散らばっていたことから、正体を悟られてしまう。和尚が昨夜の礼に伺うと、民部狐は正体を悟られたことを知り、川越の山中に身を隠すことを告げ、打ち身手当ての術を教えて去って行ったという話。この伝説は「まんが日本昔ばなし」でも紹介され、全国的に有名となった。

## 交通
最寄駅は西武新宿線本川越駅、東武東上線・JR埼京線川越駅。